# 10390 Lenka
10390 Lenka este o planetă minoră (asteroid) din centura de asteroizi. A fost descoperită pe 27 august 1997 la Ondřejovská hvězdárna⁠(d) de Petr Pravec⁠(d) și a fost numită după Lenka Kotková⁠(d). 
Obiectul prezintă o orbită caracterizată de o semiaxă mare de 2,1449135 UAi, o excentricitate de 0,06, o înclinație de 3,89609 ° în raport cu ecliptica.